# St. Johannes der Täufer (Wengen)

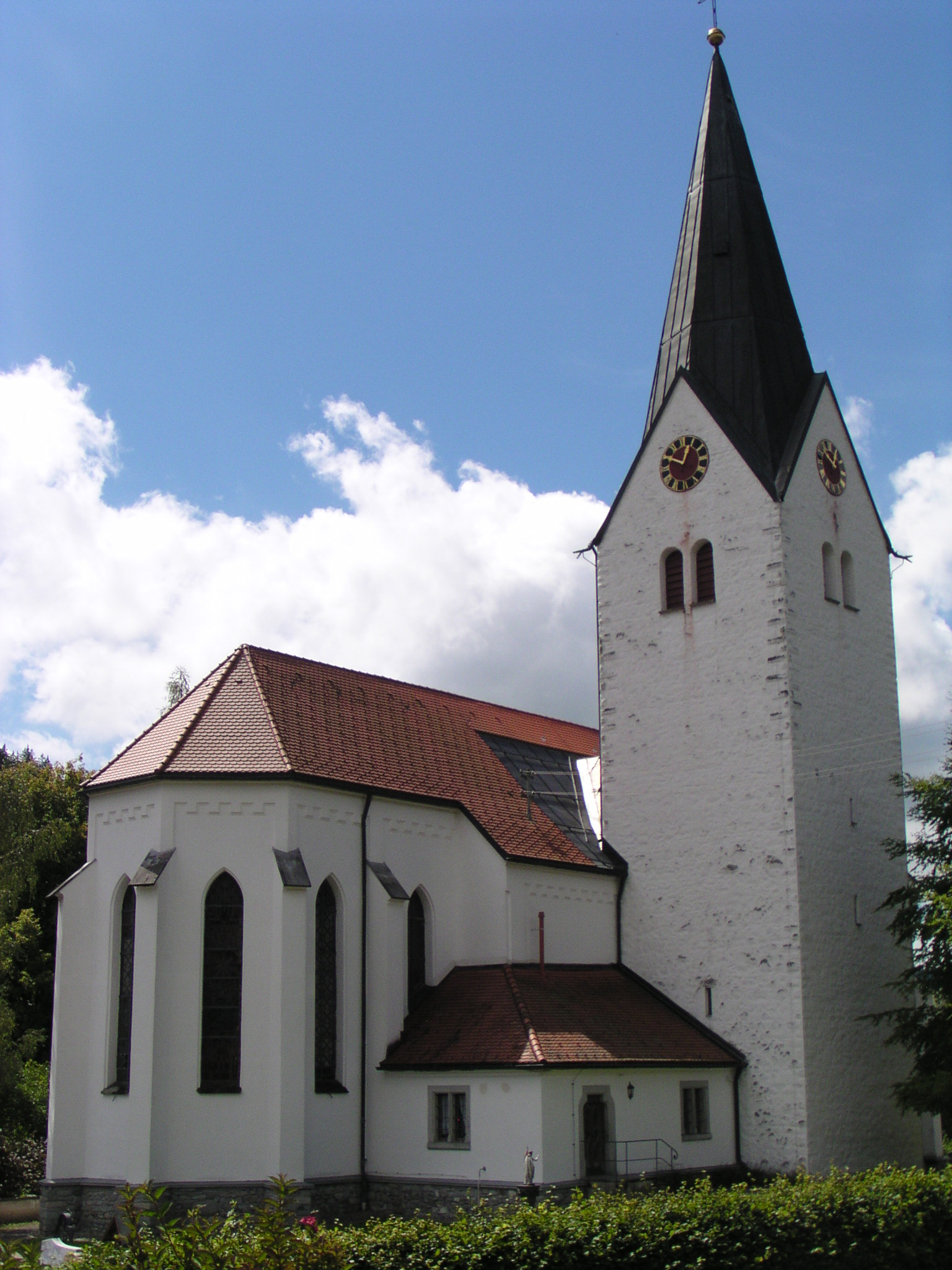
Die Pfarrkirche St. Johannes der Täufer in Wengen.

Die Kirche St. Johannes der Täufer ist die römisch-katholische Pfarrkirche von Wengen im Allgäu. Das Pfarrdorf Wengen ist heute Teil des Marktes Weitnau im Landkreis Oberallgäu. Die Pfarrei Wengen gehört heute zur Pfarreiengemeinschaft Weitnau im Bistum Augsburg.

## Baugeschichte
Eine im Kern wohl gotische und im 17. und 18. Jahrhundert mehrfach umgestaltete Vorgängerkirche wurde 1840 bis auf den Turm abgebrochen. An ihrer Stelle wurde 1841 eine neue Kirche gebaut. Es handelt sich um einen einschiffigen neugotischen Saalbau mit flachgedecktem Langhaus und gewölbtem Chorraum.

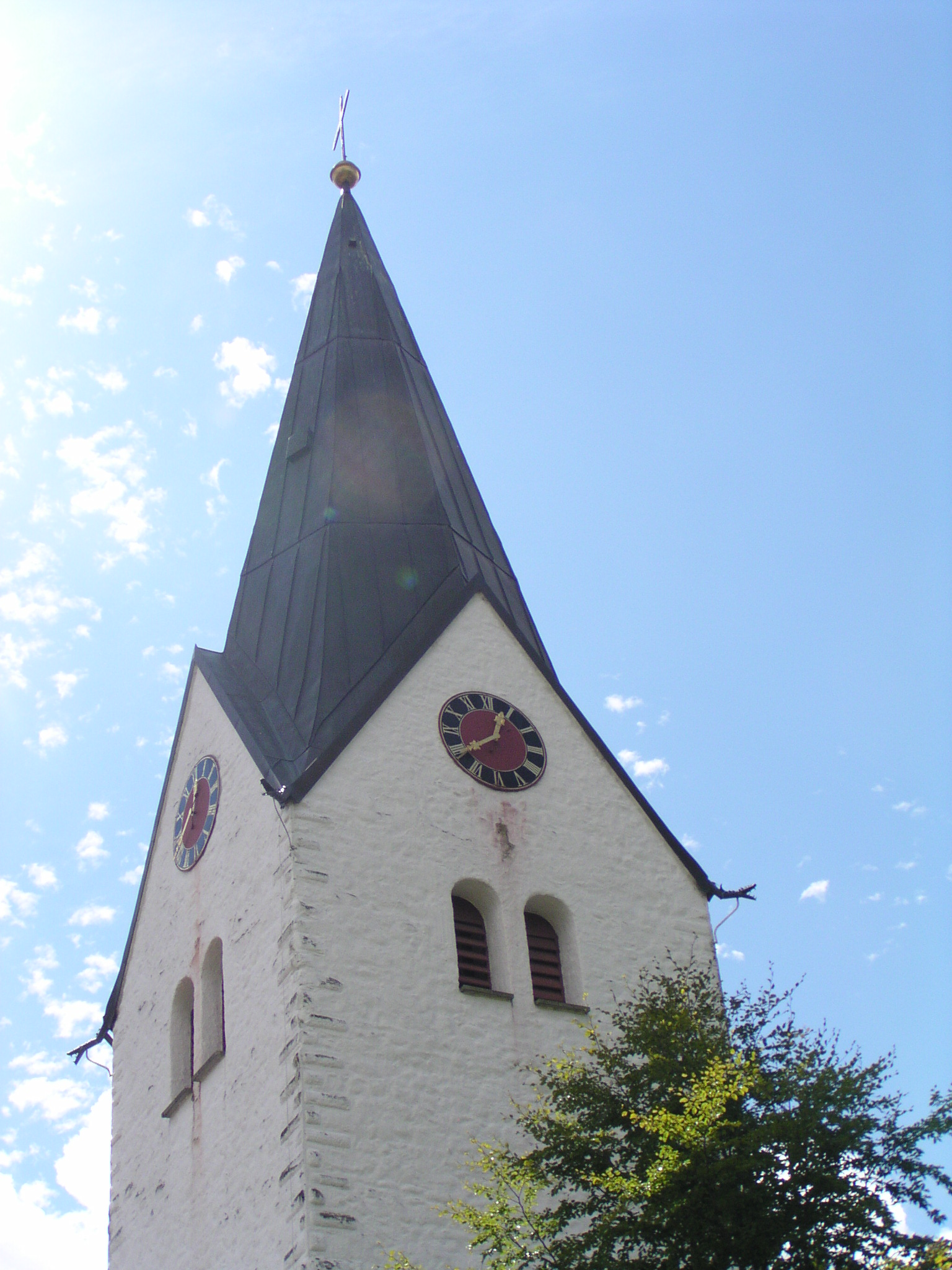
Der spätmittelalterliche Turm mit dem neugotischen Spitzhelm.

Von der Vorgängerkirche ist der mächtige spätmittelalterliche Turm erhalten geblieben. Anstelle des früheren Satteldachs bekam der Turm im Zuge des Kirchenneubaus 1841/42 seinen heutigen hohen Spitzhelm.

## Ausstattung

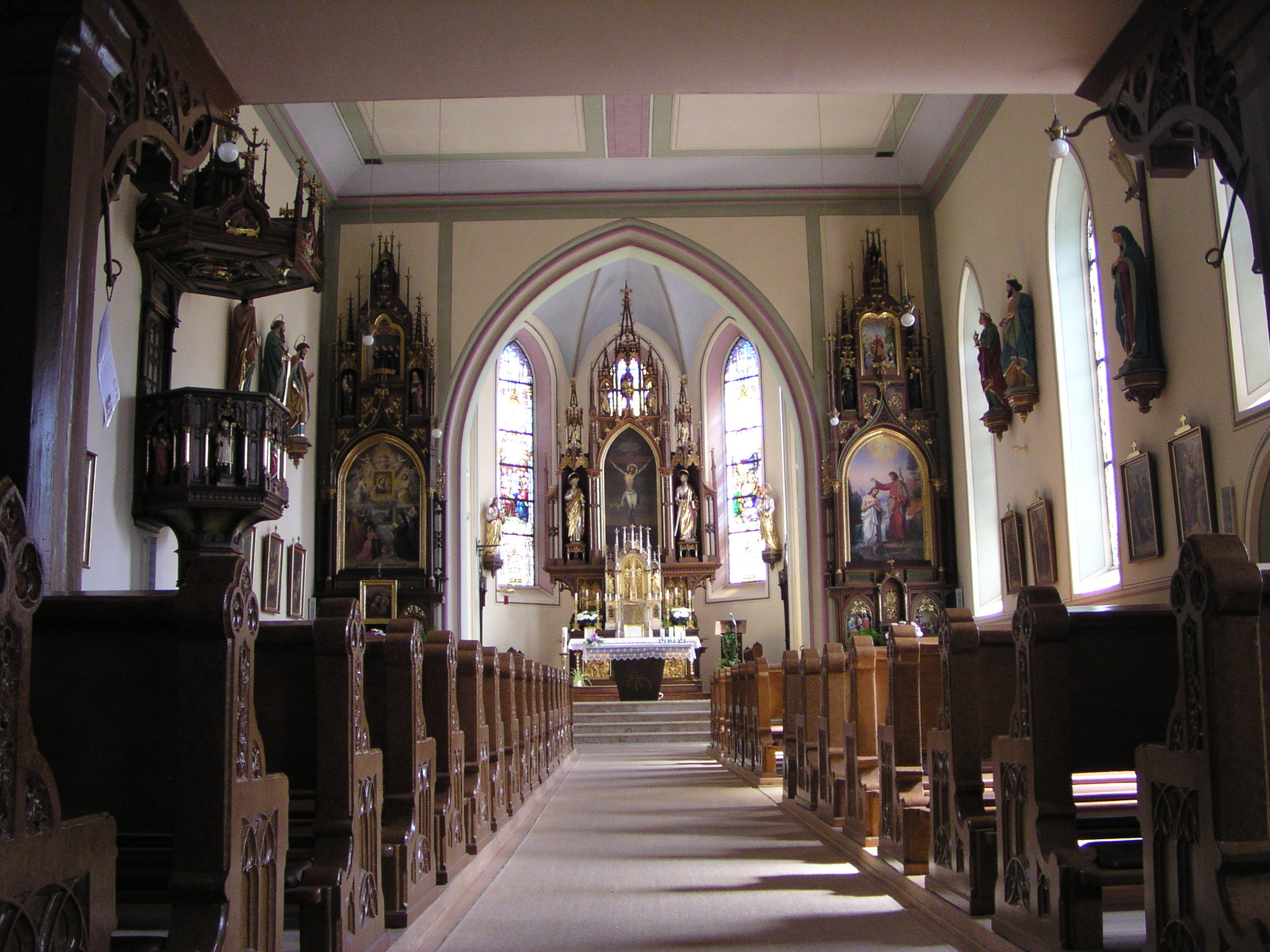
Blick in den Kirchenraum zum Hochaltar.

Blickfang ist der neugotische Hochaltar. Das große Gemälde „Christus am Kreuz“ wurde von dem Maler Max Bentele aus Lindenberg im Allgäu geschaffen. Von im stammen auch die Kreuzwegstationen an den Wänden des Kirchenschiffs. Das Bild des linken Seitenaltares wurde 1875 von dem Historienmaler Michael Wittmer gefertigt und zeigt eine Kopie des Gnadenbildes von Genazzano. Das Deckengemälde im Kirchenschiff „Christus König über den Wengertal“ wurde 1935/36 von dem Kunstmaler Hans Kohl aus München geschaffen.

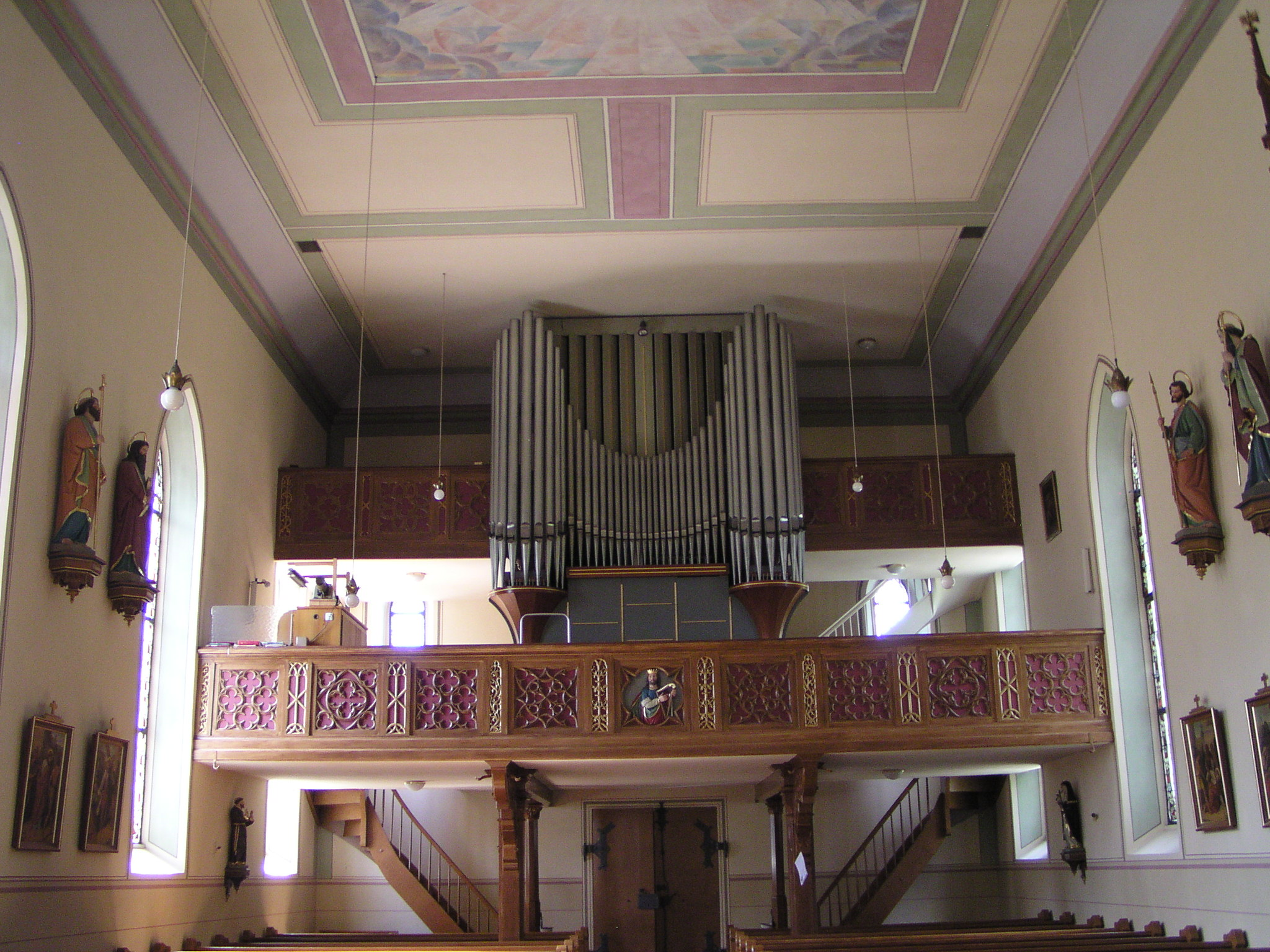
Blick zur Orgel von 1960

Eine neue Orgel mit einem Freipfeifenprospekt wurde 1960 von Josef Zeilhuber erbaut. Sie umfasst 26 Register auf zwei Manualen und Pedal.

## Glocken
Die Pfarrkirche Wengen verfügt über ein für eine kleine Dorfkirche ungewöhnlich großes Geläut, das als besonders wohlklingend gilt. Es handelt sich um ein Frühwerk des bedeutenden Heidelberger Glockengießers Friedrich Wilhelm Schilling aus dem Jahr 1949, dem Gründungsjahr seiner Gießerei.
| Glocke | Name          | Schlagton | Gewicht | Gussjahr | Gießer         |
| 1      | Christkönig   | h0        | 3080 kg | 1949     | F.W. Schilling |
| 2      | Maria         | d1        | 1970 kg | 1949     | F.W. Schilling |
| 3      | Johannes d.T. | e1        | 1355 kg | 1949     | F.W. Schilling |
| 4      | Josef         | g1        | 800 kg  | 1949     | F.W. Schilling |
| 5      | Elisabeth     | a1        | 555 kg  | 1949     | F.W. Schilling |
| 6      | Schutzengel   | h1        | 370 kg  | 1949     | F.W. Schilling |